# Damien Walters
Damien Walters est un gymnaste et cascadeur britannique, spécialiste du tumbling.
Il est notamment connu pour ses vidéos impressionnantes d'acrobaties qui sont diffusées sur Internet. Il commence aussi à participer à des tournages de films en tant que cascadeur, sur Hellboy II et Kick-Ass et en tant que coordinateur dans des scènes de combat. C'est alors le début d'une nouvelle carrière, puisqu'il participe ensuite à de nombreuses autres productions, remportant même un World Stunt Award en 2016 pour son travail sur Kingsman : Services secrets.

## Palmarès sportif
Il a notamment terminé 4e par équipe en tumbling lors des Championnats du monde de trampoline en 2007 et 22e en individuel lors des mêmes championnats.

## Filmographie
Sauf indication contraire, les informations mentionnées dans cette section peuvent être confirmées par la base de données cinématographiques IMDb,  présente dans la section « Liens externes ».

### En tant que cascadeur ou doublure
- 2008 : Hellboy 2
- 2009 : Ninja Assassin
- 2010 : Kick-Ass
- 2010 : Scott Pilgrim
- 2011 : Captain America: First Avenger
- 2011 : L'Aigle de la Neuvième Légion
- 2011 : Numéro Quatre
- 2011 : Blitz
- 2011 : Sherlock Holmes : Jeu d'ombres
- 2012 : Skyfall
- 2013 : 47 Ronin
- 2015 : Kingsman : Services secrets
- 2015 : Jupiter : Le Destin de l'univers
- 2016 : Assassin's Creed
- 2016 : Le Chasseur et la Reine des glaces
- 2017 : La Belle et la Bête

## Distinctions
Sauf indication contraire, les informations mentionnées dans cette section peuvent être confirmées par la base de données cinématographiques IMDb,  présente dans la section « Liens externes ».
- World Stunt Awards 2016 : meilleur combat pour Kingsman : Services secrets - récompense partagée